# Webalizer
Webalizer (contrazione di web analizer) è un programma per produrre statistiche di accesso ad un sito web.
È un software libero, distribuito con licenza GPL, creato nel 1997 da Bradford L. Barrett, che analizza i file di log del server web e genera report dettagliati sui visitatori di un sito web sotto forma di una serie di tabelle e grafici in formato HTML, consultabili con un qualsiasi browser. Le analisi possono essere riferite ad un intero anno, al mese, al giorno e in dettaglio di ogni ora del giorno.

## Caratteristiche
Webalizer è uno strumento utile per avere informazioni dettagliate sulla visibilità del sito, in termini di chi, come e quanto entra nel sito stesso, con il dettaglio delle pagine più visitate.
Una configurazione tipica mostra una pagina di sintesi contenente:
- un grafico a barre che visualizza, per ciascun mese, il volume di traffico rispetto alle pagine, ai file, ai contatti e alle visite;
- una tabella che mostra, per ogni mese, i valori di dettaglio del grafico e la media.

Inoltre vengono visualizzare informazioni rispetto a:
- Nomi di host, URL, referrer, username, browser;
- I contatti suddivisi per codice di risposta: OK, parziale, spostato, trovato, non modificato, errato, non autorizzato, non trovato;
- Statistiche orarie di tutte le informazioni menzionate;
- L'elenco delle stringhe di richiesta (attraverso i motori di ricerca);
- Il tipo di browser utilizzati;
- I paesi dai quali è arrivata la visita.

## Funzionamento
Contatti
Conta il numero totale di file richiesti al server, per il periodo in questione.
File
Conta il numero totale di file effettivamente inviati al visitatore. Nel caso i file siano presenti nella cache di sistema allora, si avrà un incremento del valore dei contatti, mentre il valore della voce file, rimarrà invariata: un'analisi tra la differenza dei contatti e file può aiutare a stabilire la percentuale dei navigatori che ritornano a visitare costantemente il sito.
Nomi host
Conta il numero di indirizzi IP che effettuano una o più richieste al server.
Visite
Conta l'effettivo numero delle visite ricevute dal sito.
Pagine
Conta il numero del pagine visualizzate dei navigatori, ma non i file immagine o multimediali.
KBytes
Conta il numero totale di kbytes trasferiti dal server al computer del visitatore.